# Culicoides tavaresi
Culicoides tavaresi är en tvåvingeart som beskrevs av Felippe-bauer och Wirth 1988. Culicoides tavaresi ingår i släktet Culicoides och familjen svidknott. Inga underarter finns listade i Catalogue of Life.